# میمون‌های سیلور اسپرینگ
میمون‌های سیلور اسپرینگ، ۱۷ ماکاکِ زنده‌گیری‌شدهٔ فیلیپینی بودند که در مؤسسهٔ تحقیقاتِ رفتاری در سیلور اسپرینگ، مریلند نگهداری می‌شدند. بر رویِ این جانوران، عمدتاً پژوهش‌هایی در راستهٔ انعطاف‌پذیری عصبی انجام می‌گرفت.